# Bezerédj Viktor
Bezerédi dr. Bezerédj Viktor Gyula (Veszprém, 1855. november 20. – Budapest, 1913. november 2.) ügyvéd, publicista, politikus, országgyűlési képviselő, miniszteri tanácsos, államtitkár.

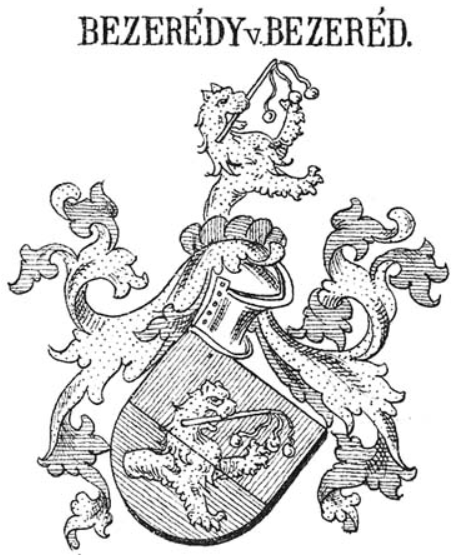
A Bezerédj család címere

## Élete
Bezerédj Gyula és Wurda Karolina fiaként született, a nagy múltú Bezerédj családba. Középiskoláit szülővárosában és Székesfehérvárott végezte, majd a fővárosba került, hogy jogot hallgasson. Hallgatóként részt vett a joghallgatók segélyegylete és a tudományos és műegyetemi olvasókör ügyeinek intézésében. Ugyanitt jogi doktorrá avatták 1879-ben, disszertációját a vármegyei közigazgatás témakörében írta, majd tudományos minőségében fél évet Bécsben töltött.
1880-ban lépett vármegyei szolgálatba mint másodaljegyző, de már 1881-ben első aljegyzővé és tiszteletbeli főjegyzővé választották. E pozíciójában 1885-ig maradt. Ekkor Bezerédj az addigi képviselő, Kissovich József kanonok-plébános halála miatt kiírt rendkívüli választások során a Szabadelvű Párt programjával országgyűlési képviselői mandátumot kapott. A veszprémi kerületet képviselte a következő parlamenti ciklusban is. Az Országgyűlésben a törvényhatóságok rendezéséről, valamint a közutakról és vámokról szóló törvényjavaslatok tárgyalásakor szólalt fel, e témakörökben publicistaként rendszeresen írt kormánypárti lapokban is. Amikor az addigi háznagy, Teleki Géza 1889-ben belügyminiszter lett, Bezerédjt választották meg utódjául, de már 1890-ben belügyminisztériumi tanácsossá nevezték ki a közjogi osztály élére, 1906-ban pedig államtitkárrá lépett elő.
Politikai munkásságán felül városa szépítéséért is sokat fáradozott, valamint jótékonyságra is jelentősen áldozott. Sokat tett a magyar színészetért is, a veszprémi színház épületének felállítása is javarészt Bezerédj munkásságának köszönhető, de számos gyermekvédelmi intézmény létrejötte is nevéhez fűződik.

### Családja
1881-ben vette feleségül Békássy Izabellát (1863–1945), aki három leányt szült neki:
- Mária Ilona Margit Gabriella (1882–1959); férje: köveskállai Kövess Béla (1872–?)
- Mária Anna Izabella Viktória (1884–1958); 1. férje: köveskállai Kövess György (1874–1918); 2. férje: belatini Braun Géza (1872–1931)
- Mária Margit Karolina (1888–?); férje: bezerédi Bezerédj Andor (1873–1919)

Sírja a Fiumei úti sírkertben található (18-1-12). Sírjának képe.

## Kitüntetései
Bezerédj az alábbi kitüntetéseket és rendjeleket viselte a teljesség igénye nélkül:
- Veszprém város díszpolgára (1907)
- Lipót-rend lovagkeresztje
- Szent István-rend kiskeresztje